# Traité de Blois (1504)
Pour les articles homonymes, voir Traité de Blois.

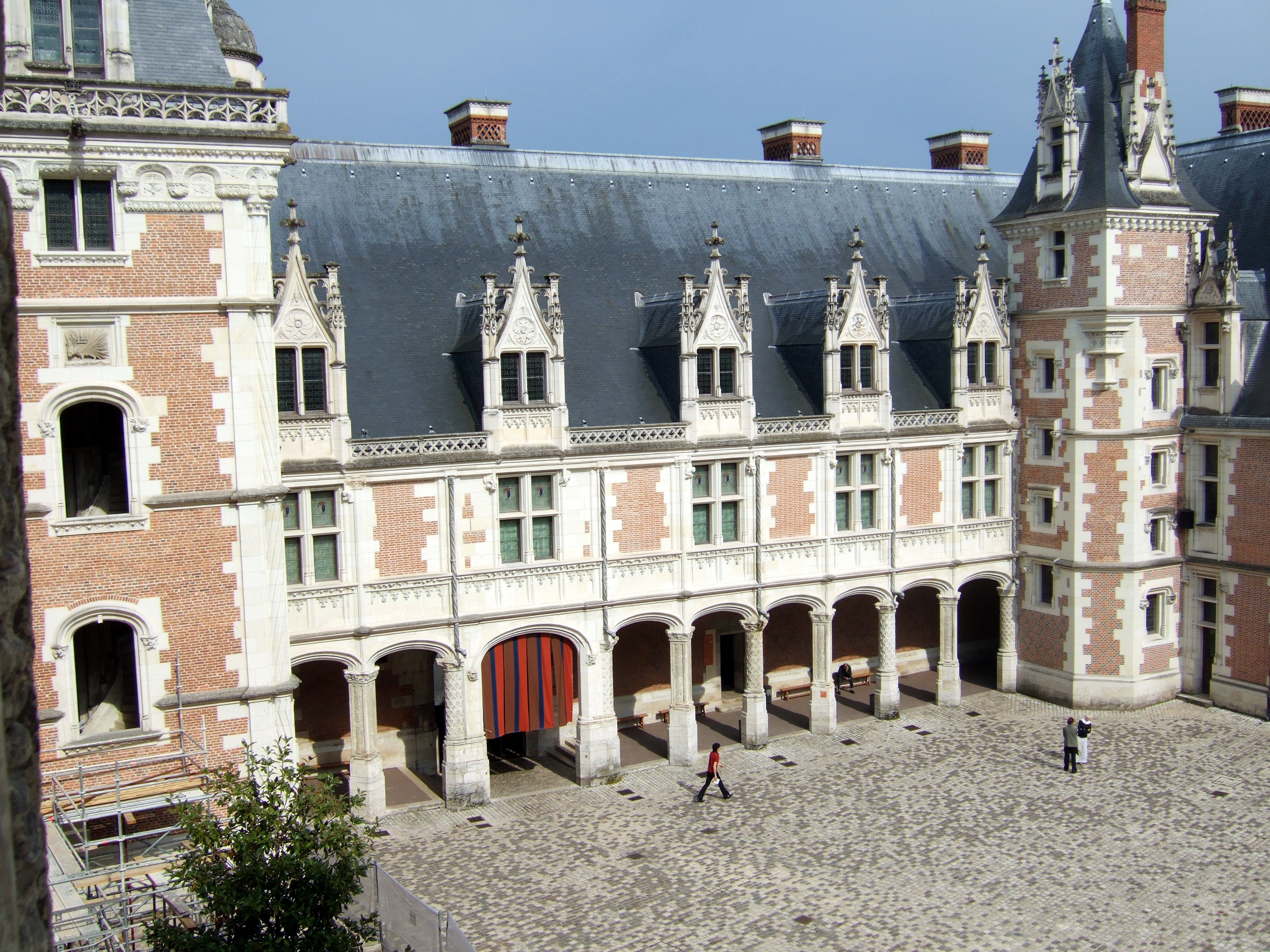
Le château de Blois en 2006.

Le traité de Blois est un dispositif diplomatique comportant formellement trois traités, signés le 22 septembre 1504 au château de Blois, entre le roi de France Louis XII, Maximilien d'Autriche, empereur et chef de la maison de Habsbourg, et Philippe le Beau, duc de Bourgogne à la tête de l'État bourguignon , fils de Maximilien, mais aussi beau-fils des Rois catholiques, notamment de Ferdinand II d'Aragon.
Ces traités sont un épisode des guerres d'Italie (ils sont consécutifs à la troisième guerre d'Italie, qui a opposé Louis XII à Ferdinand d'Aragon dans le royaume de Naples, et qui a vu les Aragonais l'emporter sur les Français), mais ils sont aussi un épisode des relations entre les rois de France et la maison de Valois-Bourgogne (notamment Charles le Téméraire), dont les intérêts ont été repris par la maison de Habsbourg depuis le mariage (1477) de Maximilien d'Autriche avec Marie de Bourgogne, fille de Charles le Téméraire, morte en 1482.
Les traités de Blois de 1504 ne doivent pas être confondus avec d'autres traités signés par Louis XII à Blois le 15 avril 1499, le 12 octobre 1505 (voir ci-dessous), le 18 juillet 1512 et le 24 mars 1513.

## Contexte

### La troisième guerre d'Italie (1501-1504)
En 1500, Louis XII et Ferdinand d'Aragon, qui est aussi roi de Sicile (insulaire) concluent une alliance pour s'emparer conjointement du royaume de Naples (ou de Sicile péninsulaire), dont le roi est Ferdinand Ier. Les armées française et aragonaise envahissent le royaume de Naples. En septembre 1501, Ferdinand Ier capitule. En échange de son abdication, Louis XII le fait duc d'Anjou. 
Dès 1502, des heurts se produisent entre les occupants français et aragonais, qui entrent en guerre. Des pourparlers ont lieu à Lyon entre Louis XII et Philippe le Beau, qui signent le traité de Lyon (es) (5 avril 1503). Mais Ferdinand refuse ensuite de le ratifier et la guerre reprend. 
L'armée aragonaise commandée par Gonzalve de Cordoue l'emporte, notamment au Garigliano (29 décembre 1503). les Français doivent abandonner Naples, puis leur dernier bastion de Gaète (1er janvier 1504). 
Des pourparlers ont de nouveau lieu à Lyon, dans lequel Ferdinand d'Aragon est représenté par Philippe le Beau, et un accord est signé le 31 mars 1504, suivi d'un traité signé à Medina del Campo en juillet 1504.

### La question du mariage de Charles de Habsbourg avec Claude de France
Or, à Medina del Campo, Ferdinand II d'Aragon a refusé de céder le royaume de Naples à son petit-fils Charles, fils aîné de Philippe le Beau et de Jeanne de Castille, comme l'envisageait le traité de Lyon (1501), contrat de fiançailles de Claude de France, fille de Louis XII et d'Anne de Bretagne, avec Charles de Habsbourg, duc de Luxembourg (futur Charles Quint).

## Les négociations
Les négociateurs de Maximilien étaient le prévôt d'Utrecht, Philibert Naturel, le chancelier de Tyrol, Cyprien de Sernstein, et le secrétaire Jean Collauer. Pour Philippe étaient présents le seigneur de Ville, Jean de Luxembourg, Charles de Ranchicourt, prévôt d'Arras, et Laurent du Blioul, comme secrétaire. Côté français, c'était le cardinal d'Amboise qui dominait l'assistance. Ce dernier agissait cependant, aux dires des contemporains, dans le seul intérêt de la reine de France Anne de Bretagne, qui favorisait l'alliance autrichienne pour éviter de voir sa fille Claude épouser François d’Angoulême, futur François Ier. La lenteur de Maximilien à les ratifier (il ne le fit que le 6 avril suivant), la mort de l'ancien roi de Naples Frédéric Ier et les instances de Louise de Savoie, dont le fils François était le grand perdant du traité, changèrent la donne et empêchèrent son exécution.

## Contenu des traités

### Premier traité: proclamation d'amitié entre les trois signataires
Le premier traité se borne à une proclamation d'amitié indissoluble entre les trois princes, qualifiés, comme la Trinité chrétienne, d'une âme en trois corps. Maximilien s'engage à ne pas intervenir en Italie du Nord, sauf à la sollicitation de ses alliés ou pour défendre ses droits souverains sur les fiefs d'Empire. Contre deux cent mille livres et le droit de traverser à sa guise le duché, il investit le roi de France et sa descendance mâle du duché de Milan. La famille de l'ancien duc de Milan, Ludovic le Maure, est autorisée à venir résider dans le royaume de France, où Louis s'engage à leur donner des terres en compensation du duché. Concernant le royaume de Naples, les trois parties s'engagent à ne pas signer de paix séparée avec le roi d'Aragon, Ferdinand II. En outre, le traité comporte les traditionnelles clauses de conservation, de pardon et de restitutions de biens à diverses personnes lésées dans le conflit.

### Deuxième traité: le mariage de Charles de Habsbourg avec Claude de France
Ce second traité complète les dispositions du traité de Lyon qui prévoyait déjà ce mariage. Dans le cas où Louis mourrait sans héritier mâle, Charles recevrait de la couronne de France les duchés de Milan, de Bourgogne, de Gênes et de Bretagne, ainsi que les comtés de Bourgogne, d'Asti et de Blois. Si Louis souhaitait désengager sa fille, Charles recevrait cependant en dédommagement les duchés de Milan et de Bourgogne ainsi que les comtés d'Asti et de Bourgogne. En gage de bonne foi, Louis rendait en outre immédiatement à Philippe la jouissance de ses droits sur l'Artois.
Ce mariage n'a jamais eu lieu : en 1506, Louis XII fait casser ce traité par l'Assemblée de notables réunie à Tours (il est aussi proclamé le « Père du peuple »).

### Troisième traité: alliance avec le pape Jules II
Le pape Jules II se joignait aux trois princes par les personnes du marquis de Finale, Carlo Domenico del Carretto, et de l'évêque de Sisteron. Cette ligue préparait une guerre contre Venise et annonçait en fait la ligue de Cambrai de 1508.

## Le traité de 1505 sur le mariage de Germaine de Foix avec Ferdinand d'Aragon
Ce traité, signé le 12 octobre 1505, prévoit le mariage de Germaine de Foix, nièce de Louis XII, avec le roi Ferdinand II d'Aragon, veuf d'Isabelle de Castille depuis décembre 1504. Il souhaite avoir un fils pour lui succéder sur le trône d'Aragon. 
En ce qui concerne la Castille, à la mort d'Isabelle, la succession est passée à Jeanne de Castille, épouse de Philippe le Beau, reconnu comme roi consort en 1506, l'héritier présomptif étant dès lors leur fils aîné Charles de Habsbourg. Mais, pour l'Aragon, un fils prévaudrait sur sa fille même beaucoup plus âgée.
Le mariage de Ferdinand avec Germaine a lieu dès 1505, mais ils n'auront pas de descendance vivante. Par conséquent, à la mort du roi en 1516, Jeanne occupe le trône d'Aragon, mais vu son état mental, le vrai roi de Castille et d'Aragon est Charles de Habsbourg, alors âgé de 16 ans (Charles Ier de Castille et d'Aragon), élu empereur en 1520 sous le nom de Charles V (Charles Quint).